# Згожелец (гмина)
Згожелец (пол. Zgorzelec) — сельская гмина (волость) в Польше, входит как административная единица в Згожелецкий повет, Нижнесилезское воеводство. Население 7867 человек (на 2004 год).

## Демография
Данные по переписи 2004 года:
| Перепись                       | Всего   | Всего | Женщины | Женщины | Мужчины | Мужчины |
| ------------------------------ | ------- | ----- | ------- | ------- | ------- | ------- |
| Единицы                        | человек | %     | человек | %       | человек | %       |
| Население                      | 7867    | 100   | 3948    | 50,2    | 3919    | 49,8    |
| Плотность населения (чел./км²) | 57,8    | 57,8  | 29      | 29      | 28,8    | 28,8    |

## Сельские округа
1. Бялогуже
2. Гозданин
3. Гронув
4. Йенджиховице
5. Ежманки
6. Костшина
7. Козлице
8. Козмин
9. Кунув
10. Лагув
11. Ломница
12. Недув
13. Осек-Лужыцки
14. Покшивник
15. Пшесечаны
16. Радомежице
17. Ренчин
18. Славниковице
19. Спыткув
20. Труйца
21. Тылице
22. Жарска Виещ

## Соседние гмины
1. Богатыня
2. Любань
3. Пеньск
4. Секерчин
5. Суликув